# Coccorchestes ferreus
Coccorchestes ferreus is een spinnensoort uit de familie springspinnen (Salticidae). De soort komt voor in Queensland.